# Fejebakke
En fejebakke (også kaldet fejeblad eller  fejespån) er et håndholdt hjælpemiddel til at opsamle eventuelt støv og snavs fra gulvet. Fejebakken bruges oftest sammen med en kost eller håndkost. I private hjem er den almindelige model, der her er afbilledet, mest udbredt. Indenfor professionel rengøring er der mere fokus på arbejdsstillinger, hvorfor der her tillilge anvendes en langskaftet fejekost og ligeledes et fejeblad med langt, lodret skaft, så de foroverbøjede arbejdsstillinger undgås.
Det man ønsker opsamlet fra gulvet, fejes op på fejebakken som derefter tømmes i eventuelt affaldsspand.